# 佐藤勧
佐藤 勧（さとう すすむ、1877年（明治10年）11月29日 - 没年不詳）は、日本の内務官僚、台湾総督府官僚。

## 経歴
東京府出身。1903年（明治36年）に東京帝国大学法科大学独法科を卒業。高等文官試験に合格し、奈良県事務官、和歌山県警察部長、千葉県警察部長、福岡県警察部長、佐賀県内務部長、千葉県内務部長、熊本県内務部長を歴任。その後、台湾総督府事務官に転じ、新竹州知事に就任した。